# Área de protección de flora y fauna Yum Balam
El Área de Protección de Flora y Fauna Yum Balam es, desde 1994, un espacio natural protegido situado en el sureste de México; concretamente en el extremo nororiental de la península de Yucatán, al norte del estado de Quintana Roo, en los municipios de Lázaro Cárdenas e Isla Mujeres.

## Características
El clima es cálido, húmedo y con precipitaciones durante todo el año. El espacio natural alberga la laguna de Yalahau, la zona de manglar, los humedales y las selvas bajas y medianas al norte del estado.

## Flora y fauna
De acuerdo al Sistema Nacional de Información sobre Biodiversidad de la Comisión Nacional para el Conocimiento y Uso de la Biodiversidad (CONABIO) en el Área de Protección de Flora y Fauna Yum Balam habitan más de 1,115 especies de plantas y animales de las cuales 77 se encuentra dentro de alguna categoría de riesgo de la Norma Oficial Mexicana NOM-059  y 34 son exóticas,
Cabe destacar el árbol del chicle (Manilkara zapota), el cedro (Cedrela mexicana), el palo de Campeche (Haematoxylum campechianum), el ramón (Brosimum alicastrum) y la palma (Acoelorraphe wrightii). Por otro lado, en los humedales domina el tule (Typha latifolia).
Entre los representantes del reino animal cabe destacar los ejemplares de pavo ocelado, ocelote, mono araña, jaguar, puma, diversas especies de tortuga marina, halcón peregrino, hocofaisán, garza, pelícano, manatí, lagarto, cigüeña, gaviota, pato y el flamenco.